# Мария Кесякова
Мария Цанчова Кесякова е българска учителка и общественичка.
Мария Кесякова е родена в град Копривщица. Образование получава като завършва Пловдивската девическа гимназия. След това работи като учителка в Копривщица и Пловдив. През целия си живот се занимава с дарителство и друга благотворителна дейност. Тя се явява и съучредител на Женското благотворително и просветно дружество „Подкрепа“ през 1929 г.
В края на 1938 г. д-р Иван Кесяков и сестра му Мария Кесякова предоставят 50 000 лв. за Безплатна ученическа трапезария „Велика и Иван Личеви“ в Копривщица.
Мария Кесякова умира в Пловдив.

## Дарителство
През 1932 г. е предадено с писмо завещанието на Христо Кесяков до председателя на Българската академия на науките, с което д-р Иван Кесяков, по това време член на Управителния съвет на БЧК съобщава волята на брат си Христо и сестра им Мария Кесякова да бъде образуван дарителски фонд „Кесяков“. По волята на тримата дарители, приходите трябва да отиват за да се учредят награди за трудове с историческа тематика на български и полски език, които спомагат за опознаването на народите, както и за трудове, посветени на дейността на писателя Михаил Чайковски. Първата награда, връчена от фонда е на Анастасия Ганчева-Зографова през 1934 г. за превода и на произведението „Иридион“ от Зигмунт Крашински от полски на български език.
В памет на своите родители Рада и хаджи Цанчо Кесякови и на братята си Славчо и Христо Кесякови, Иван и Мария Кесякови завещават на училищно настоятелство в родния и град собствената си къща там. Къщата трябва да бъде обзаведена и бъде използвана като пансион за нуждите на гимназията в Копривщица. През лятото от 15 юли до 5 септември в пансиона се урежда лятна колония за деца, с цел Копривщица да стане едно от най-търсените летовища в България. За реализацията на проектът се грижи ръководството на фондацията „Х. Ненчо Палавеев“.
| Анастасия Ганчева-Зографова | Иридион      | Зигмунд Красински                          | 1934 |
| Дора Габе                   | Анхели       | Юлиуш Словацки                             | 1936 |
| Христо Вакарелски           | Селяни       | Владислав Реймонт                          | 1936 |
| Георги Кертев               | авторски     | Българи и поляци                           | 1937 |
| Цветана Романска-Вранска    | авторски     | Константин Миладинов в полската литература | 1939 |
| Иван Камбуров               | авторски     | Полска музика                              | 1939 |
| Любомир Андрейчин           | Сизифов труд | Стефан Жеромски                            | 1940 |
| Слава Щиплиева              | Задушница    | Адам Мицкевич                              | 1941 |
| Веселина Геновска-Герчева   | Знахар       | Тадеуш Доленга-Мостович                    | 1942 |